# 地獄めぐり
『地獄めぐり』（じごくめぐり）は1988年に稼働を開始したタイトーのアーケードゲーム。日本国外のタイトルは『Bonze Adventure』。
乱心した閻魔大王を改心させるため、高僧の覚蓮坊（かくれんぼう、1Pキャラクター）、東仙坊（とうせんぼう、2Pキャラクター）を操作して地獄を巡る和風アクションゲームである。

## ゲーム内容

### システム
4方向レバーでの移動と2ボタン（攻撃、ジャンプ）で小坊主を操作する。通常の攻撃は重力に沿って落下・地形に反射する魔破珠を投げるものだが、地上または空中にてレバー下と同時に攻撃をするとスペシャル珠攻撃が使える。スペシャル珠攻撃のストックは、魔破珠の4段階の大きさで区別できる。スペシャル珠の効果は魔破珠の色によって3種類あり、アイテムによって変化する。ジャンプはボタンを押した長さで高さが変わり、レバーによってある程度の空中制御ができる。

### ミスの条件
以下の条件でミスとなる。
- プレイヤーが敵に触れる。
- 火、海、血の池に落ちる。
- 刺に触れる。
- 敵の弾を受ける。
- 竜神で4回敵の弾を受ける。
- ろうそくタイマーが燃え尽きる。

### ゲームオーバーとコンティニュー
残数が0の時にミスをするとゲームオーバー。この後、お言葉とネームエントリーがある。
- 『残念、終わりじゃ……』：1丁目、2丁目でゲームオーバー。
- 『まだまだ修行が足りんのう。』：3丁目、4丁目、5丁目でゲームオーバー。

この後もどんどん進んでいくと違うお言葉が出る。
コンティニューは無制限に可能だが、スコアが0になったうえでの継続となる。

### アイテム
魔破珠は色のついた魔破珠を取ることによって大きくなるが、スペシャル珠攻撃のストック表示も兼ねている。最大ストックは4回分。スペシャル珠攻撃は白く光る魔破珠を放ち、敵に当たった所で効果が発動する。
- 飛炎魔破（赤の魔破珠）：スペシャル珠攻撃で左右に火の玉（仏飛炎）を飛ばす。
- 魔爆破（緑の魔破珠）：スペシャル珠攻撃で全方向に小さな魔破珠（破砕珠）を出す。
- 魔破雷打（紫の魔破珠）：スペシャル珠攻撃で敵の頭上から雷（滅紫電）を落とす。
- 数珠：魔破珠の連射数が増える。
- 勾玉：魔破珠のバウンド数が増え、より遠くまで魔破珠が届くようになる。
- お守り：得点。10個セットで点数が変化する。最初は10 - 100点だが、スコアが7万7000点を超えるとその5倍になり、15万4000点を超えるとさらに倍になり、23万1000点以上で250 - 3300点のセットになる。
- 特殊なお守り：1万点、2万点、5万点と取った色の魔破珠のストックが最大になる。
- ろうそく：タイマーが2個分増える。
- 鏡：一定時間無敵。結界を破ることもできる。
- 人形：覚蓮坊もしくは東仙坊の残数が1増える。
- 観音像：後光がつく。後光がついていると1ミスの代わりに後光が消えるだけで済む。水、火、血の池に落ちても1回だけ大きく自ら跳ね飛ばされる。つまり、1回だけミスを防いでくれるバリア。

## ステージ構成
ステージは以下の7ステージ+1で構成。最終ボスを倒すとエンディングに入り、そのまま終了となる（1周エンド）。
- 1丁目荒寺の墓場
- 2丁目三途の川
- 3丁目火炎地獄：最後はボスが待ち受けている。
- 4丁目血の池地獄
- 5丁目氷地獄
- 6丁目迷い地獄
- 7丁目閻魔の洞窟&ボスステージ

## 移植版
| No. | タイトル                           | 発売日         | 対応機種                      | 開発元   | 発売元             | メディア                              | 型式           | 備考 |
| --- | ---------------------------------- | -------------- | ----------------------------- | -------- | ------------------ | ------------------------------------- | -------------- | --- |
| 1   | 地獄めぐり                         | 1990年8月3日   | PCエンジン                    | I.T.L    | タイトー           | 3メガビットHuCARD                     | TP02013        | |
| 2   | タイトーメモリーズ上巻             | 2005年7月28日  | PlayStation 2                 | タイトー | タイトー           | DVD-ROM                               | SLPM-66057     | アーケード版の移植                                                                                                  |
| 3   | Taito Legends 2                    | 2006年3月31日  | PlayStation 2 Windows Xbox    | タイトー | Empire Interactive | DVD-ROM                               | PS2:SLES-53852 | アーケード版の移植 日本国外版『Bonze Adventure』を収録                                                              |
| 4   | TAITO BEST タイトーメモリーズ 上巻 | 2006年7月6日   | PlayStation 2                 | タイトー | タイトー           | DVD-ROM                               | SLPM-66402     | 廉価版 |
| 5   | タイトーメモリーズ 上巻            | 2007年6月28日  | PlayStation 2                 | タイトー | タイトー           | DVD-ROM                               | -              | 廉価版 |
| 6   | 地獄めぐり                         | 2008年12月16日 | Wii                           | タイトー | タイトー           | ダウンロード (バーチャルコンソール)   | -              | PCエンジン版の移植                                                                                                  |
| 7   | 地獄めぐり                         | 2023年3月23日  | PlayStation 4 Nintendo Switch | タイトー | ハムスター         | ダウンロード (アーケードアーカイブス) | -              | アーケード版の移植 海外版（BONZE ADVENTURE）も収録 「こだわり設定」にてエンディング中のテキストを原作通りに再現可能 |

## スタッフ
- ゲーム・ディレクター：ささべやすまさ
- クリエイター：CRAZY-YOSHIKAWA、CREAMY TETSU
- クリーチャー・デザイン：鎗田準次
- ゲーム・デザイン・ディレクター：藤原英裕
- ゲーム・デザイナー：海道賢仁
- キャラクター・デザイナー：わきたよしひこ、きたがわてつろう、いしのみのり、こじまたかこ
- ハードウェア・ディレクター：おはらたかし
- アート・ディレクター：ながいひろやす
- サウンド・ディレクター：小倉久佳
- アシスタント：'Yack'（渡部恭久）、Y.OHASHI、C.ICHIKAWA
- スペシャル・サンクス：中村つかさ、岩野まり、木村みつこう、たけだとみお、藤田朗、河野敏男、辻野浩司、佐藤えいいち、久米はるとき、さなだとしゆき、金岡勝美、石川幸生、西村年幸

## 評価
アーケード版
ゲーム誌『ゲーメスト』の企画「第2回ゲーメスト大賞」（1988年）で、読者投票により年間ヒットゲームで35位を獲得している 。また、1991年に刊行されたゲーメストムック『ザ・ベストゲーム』内の「ビデオゲームフルリスト」の紹介文では、「坊主を操作し、地獄界の亡者や鬼、幽霊などを魔破珠で倒すゲーム。血の池、氷の面など特徴のある面があり、また隠し通路も多く、楽しめた」と評されている。
PCエンジン版
ゲーム誌『ファミコン通信』の「クロスレビュー」では合計23点（満40点）、『月刊PCエンジン』では80・90・80・80・80の平均82点、『マル勝PCエンジン』では6・6・8・6の合計26点（満40点）、『PC Engine FAN』の読者投票による「ゲーム通信簿」での評価は以下の通り18.66点（満30点）となっている。また、この得点はPCエンジン全ソフトの中で422位（485本中、1993年時点）となっている。
| 項目 | キャラクタ | 音楽 | 操作性 | 熱中度 | お買得度 | オリジナリティ | 総合  |
| 得点 | 3.51       | 3.12 | 3.18   | 3.07   | 2.84     | 2.95           | 18.66 |

## 関連作品
Let's!TVプレイ版『Let's!TVプレイCLASSIC タイトーノスタルジア2』（単体ハード）
2006年3月31日発売。『スラップファイト』とのカップリングで、アーケード版『奇々怪界』（1986年）を移植したものだが、本作の主人公である覚蓮坊を主役にしたアレンジ版『奇々怪界〜覚蓮坊』を収録している。